# Фестиваль Пха Тхатлуанг
Фестиваль Пха Тхатлуанг, или Бун Тхатлуанг — крупный буддийский праздник и один из самых известных культурных фестивалей Лаоса. Фестиваль проходит возле ступы Пха Тхатлуанг — главной религиозной святыни Вьентьяна. Праздник длится три дня в полнолуние последнего двенадцатого месяца по лунному календарю. Выпадает как правило на первую половину ноября или на самый конец октября.

## История
В прошлом этот праздник не имел большого размаха и в нем была только его буддийская составляющая. В настоящее же время, когда коммунистический Лаос стал более светской и открытой для туристов страной, фестиваль стал более популярен, особенно у местных жителей. Теперь на фестивале присутствует ярмарка, проводятся музыкальные концерты, театральные представление и спортивные мероприятия.

## Проведения праздника
Первый день фестиваля начинается вечером, с ритуального шествия в Ват Симыанг. Там совершается процессия, в ходе которой верующие делают три круга с «восковыми замками» в руках вокруг старого городского столба. «Восковой замок» представляет из себя дерево, в основе которого ствол банана, украшенный восковыми цветами, золотой фольгой и бумажными деньгами. Этот обряд совершается для того, чтобы отдать дань уважения «Леди Си Мыанг», которая, по легенде, будучи беременной, упала в яму для закладки городского столба и погибла. Эта красочная процессия заканчивается фейерверком.
Во второй день процессия проходит от храма Симыанг к ступе Пха Тхатлуанг. Примерно после часа дня процессия проходит через восточные ворота храмового комплекса и три раза обходит святыню. К подножью ступы подносят «восковые замки», цветочные украшение, ставят свечи и благовония. Тем самым выражая дань уважения к своей главной святыне. Все принимающие в шествии участия стараются быть как можно красивее и приходят в своих лучших праздничных национальных костюмах. Шествие проходит весело и радостно, по мере приближения к ступе люди поют песни, танцуют и играют на национальных инструментах.
Последний, третий день фестиваля начинается рано утром. С 5 утра верующие начинают прибывать к ступе, чтобы занять как можно лучшие места для молитвы. Сотни монахов со всего Лаоса приезжают на этот праздник. В 7 утра начинается обряд taak baat. Все пришедшие миряне совершают массовое подношения для монахов и получают от них благословения. Также к подножью ступы приносят цветочные украшение, ставят свечи и благовония. После чего проходит общая утренняя молитва.
Пришедшие в этот день оставляют пожертвования для храмов, дают милостыню монахам, отпускают птиц на свободу и совершают другие обряды, чтобы получить заслугу к карме.
После утренних ритуалов проходит общий завтрак, где люди по традиции едят Khao Poun (варёная курица с рисом) и Tom Kai (куриный суп).
Во второй половине дня на площади возле ступы начинаются соревнования по национальному виду спорта tikhy, который играется мячом и изогнутыми палками и напоминает хоккей. В соревнованиях принимают участия команды из различных муниципальных учреждений.
Фестиваль заканчивается вечером, после того как ночью под лунной совершается еще одна процессия со свечами. Окончания праздника отмечается фейерверком.
Все три дня фестиваля на площади возле ступы Пха Тхатлуанг проходят ярмарка, базар, выступление артистов и театральные постановки.

## Галерея
- Площадь перед ступой
- Процессия возле ступы
- Цветы для подношения
- "Восковой замок"